# Somogyi László (karmester)
Somogyi László (Budapest, 1907. június 25. – Genf, 1988. május 20.) karmester, a magas színvonalú magyarországi karmesterképzés megteremtője.

## Élete
Dr. Somogyi (Spitzer) Lajos (1868–1910) orvos és Kohn Berta fia. Zenei előtanulmányai (hegedű, zongora) után a budapesti Zeneakadémián 1935-ben végzett Kodály Zoltán (zeneszerzés) növendékeként. 1935-ben Brüsszelben Hermann Scherchen(de) tanítványa volt. 1932-től 1936-ig a Budapesti Hangversenyzenekar hegedűse volt. 1936-ban vezényelte első hangversenyét a Zeneakadémia nagytermében, majd holland, belga, olasz városokban és Bécsben szerepelt.  
1939-ben megalapította a zsidótörvények miatt állás nélkül maradt muzsikusok számára megélhetést nyújtó Goldmark Zenekart, amelynek vezetője is lett. 1945 és 1950 között a Budapest Székesfővárosi Szimfonikus Zenekar karmestereként működött. 1949-ben vette át a Zeneművészeti Főiskolán a karnagyképző vezetését Ferencsik Jánostól. A Zeneakadémián alkalmazott „Somogyi-módszer” a Scherchen által megalapozott pedagógia nagyszerű és inspirált továbbfejlesztése volt. 1951-től 1956-ig a Magyar Rádió Szimfonikus Zenekarának vezető karmestere volt. 
1956-ban elhagyta Magyarországot és előbb Nyugat-Európában, majd az 1960-as évektől az Egyesült Államokban dolgozott. 1964 és 1970 között a New York Állam-beli Rochester Symphony Orchestra zeneigazgatója volt. Az 1970-es években visszatért Európába és Genfben telepedett le. le. Tanított a sienai Accademia Musicale Chigianán, valamint 1979 és 1982 között a szombathelyi Bartók Szemináriumon.

## Magánélete
Házastársa Laub Jakab és Winternitz Hildegard lánya, Julianna volt, akit 1933. október 24-én Budapesten vett nőül.

## Díjai, elismerései
- Kossuth-díj (1951)
- Érdemes művész (1952)
- Kiváló művész (1955)